# خوان مارتینث مونوئرا
خوان مارتینث مونوئرا (به اسپانیایی: Juan Martínez Munuera) (زاده ۱۳ ژوئیه ۱۹۸۲) داور فوتبال اسپانیایی است که در لا لیگا قضاوت می‌کند. از سال ۲۰۱۵، او در فهرست داوران فیفا قرار گرفت و به عنوان داور درجه دوم یوفا رده‌بندی شده‌است.

## دوران داوری
مارتینث مونوئرا از سال ۲۰۰۶ در سگوندا دیویسیون بی، از سال ۲۰۱۰ در سگوندا دیویسیون و از سال ۲۰۱۳ در لا لیگا قضاوت می‌کند. در سال ۲۰۱۱، او یک مسابقه را از فصل ۱۲–۲۰۱۱ دسته دوم سوئیس، بین دو تیم استاد نیونس و وینترتور قضاوت کرد. در ۱۷ اوت ۲۰۱۳، او اولین قضاوت خود در لا لیگا را بین رئال سوسیداد و ختافه انجام داد. در سال ۲۰۱۵، او در فهرست داوران فیفا قرار گرفت. در ۲ ژوئیه ۲۰۱۵ و در مرحله مقدماتی از لیگ اروپا ۱۶–۲۰۱۵، برای اولین بار مسابقات باشگاهی یوفا را داوری کرد که دیداری بین باشگاه استونیایی سیلامائه کالو و باشگاه هایدوک اسپلیت از کرواسی بود. اولین قضاوت او در سطح ملی، دیدار دوستانه بین عربستان سعودی و الجزایر در ۹ مه ۲۰۱۸ بود.
مارتینث مونوئرا به عنوان کمک داور اضافی برای جام ملت‌های اروپا زیر ۲۱ سال ۲۰۱۷ در لهستان انتخاب شد. در سال ۲۰۱۸، داور جام ملت‌های اروپا زیر ۱۹ سال ۲۰۱۸ در فنلاند بود و در سه بازی از جمله فینال بین ایتالیا و پرتغال، قضاوت کرد. سال بعد، او به عنوان کمک داور ویدیویی در جام جهانی فوتبال زیر ۲۰ سال ۲۰۱۹ در لهستان و جام باشگاه‌های ۲۰۱۹ در قطر برگزیده شد و در بازی فینال بین لیورپول انگلیس و فلامنگو برزیلی همکاری داشت. او همچنین به عنوان دستیار کمک داور ویدئویی در بازی نهایی از لیگ ملت‌های اروپا ۲۰۱۹ بین پرتغال و هلند حصور داشت. در ۱۷ آوریل ۲۰۲۱، داوری فینال کوپا دل ری ۲۰۲۱ بین اتلتیک بیلبائو و بارسلونا به او سپرده شد.
در ۲۱ آوریل ۲۰۲۱، مونوئرا به عنوان کمک داور ویدئویی در فهرست داوران یوفا برای یورو ۲۰۲۰ قرار گرفت که در ژوئن و ژوئیه ۲۰۲۱ برگزار شد.